# خوزه فیلو دوراتی
خوزه فیلو دوراتی (به پرتغالی: José Geraldo Silva Filho Duarte) مهاجم اهل برزیل است که در شهر Nova Lima و در تاریخ ۶ ژوئیهٔ ۱۹۸۰ به دنیا آمده‌است.
خوزه فیلو دوراتی در تیم‌های فوتبال Vila Nova FC GO سابقهٔ حضور دارد.